# Mengjiang
1936–1945
Entités précédentes :
- République de Chine

Entités suivantes :
- République de Chine

Premier drapeau du Mengjiang, adopté en 1937. Il s'agit d'une variation à la fois du drapeau chinois à cinq couleurs et de celui du Mandchoukouo. Le bleu, symbolisant l'ethnie des mongols, occupe la position dominante.

Le Mengjiang ou Mengkiang ou Meng-Chiang ou Mengguguo (chinois : 蒙疆 ; pinyin : Měngjiāng ; Wade-Giles : Meng-chiang ; littéralement « Territoires mongols ») est le nom le plus connu du gouvernement autonome qui contrôla une partie du territoire de la Mongolie-Intérieure entre 1937 et 1945. La première incarnation du gouvernement autonomiste mongol avait été créée en 1936 avec le soutien de l'empire du Japon, peu avant le déclenchement de la guerre sino-japonaise.
Après leur invasion de la Mandchourie en 1931, les Japonais souhaitaient poursuivre leur politique expansionniste en Chine. Une nouvelle incursion fut alors organisée, cette fois en Mongolie-Intérieure, d'abord en avril 1933 avec des troupes du Mandchoukouo et des mercenaires chinois.
À la fin 1933, les seigneurs mongols autonomistes se fédérèrent autour du prince Demchugdongrub. Le gouvernement central chinois ne répondant pas à leurs demandes, des contacts furent pris dès 1935 avec les Japonais.
Le 12 mai 1936, Demchugdongrub forma officiellement un gouvernement autonome mongol, qui prit le nom de Comité mixte du Mengjiang (Mengjiang lianhe weiyuanhui, 蒙疆联合委员会). Le gouvernement rebelle mongol bénéficiait d'armes et de matériel japonais, et d'une armée de mercenaires chinois. L'Armée nationale révolutionnaire chinoise réagit et, en octobre-novembre 1936, intervint dans la province du Suiyuan. Les mercenaires chinois et les troupes du Mengjiang furent battus par l'armée régulière. Le mouvement autonomiste mongol survécut cependant et l'armée mongole, dispersée, continua de mener des petites actions dans les mois qui suivirent.  Demchugdongrub remit sur pied une armée avec l'aide des Japonais. Le déclenchement du conflit ouvert entre la Chine et le Japon en juillet 1937 permit au Mengjiang de ressurgir et de prendre le contrôle d'une partie du territoire de la Mongolie-intérieure.
Le 8 décembre 1937, Demchugdongrub déclara le Mengjiang indépendant et signa des accords avec le Mandchoukouo et le Japon. La capitale fut établie à Zhangbei, près de Kalgan (actuellement Zhangjiakou), avec un contrôle du gouvernement fantoche qui s’étendait sur les environs de Hohhot. La capitale fut déplacée plus tard. Le gouvernement fut rebaptisé en septembre 1939 Gouvernement autonome uni du Mengjiang (Mengjiang lianhe zizhi zhengfu 蒙疆联合自治政府).
Bien que cet État ait été créé pour canaliser le nationalisme mongol, cet objectif fut sapé car les Japonais avaient dessiné les frontières du territoire du Mengjiang de telle sorte que l'État fut peuplé à 80 % par des Hans.
De surcroit, le Mengjiang, contrairement au Mandchoukouo, ne devint jamais réellement un État indépendant : en 1940, il fut placé sous le contrôle théorique du gouvernement central chinois pro-japonais, dont il demeura cependant indépendant dans les faits. Le 4 août 1941, il fut de nouveau rebaptisé Fédération autonome de Mongolie (Menggu zizhi bang 蒙古自治邦).
Le Mengjiang disposait d'une force armée relativement modeste, équipée par les Japonais. Les troupes mongoles consistaient essentiellement en huit divisions de cavalerie, qui comptèrent jusqu'à 20 000 hommes. Les soldats mongols collaborateurs participèrent notamment, aux côtés des Japonais, à la bataille de Taiyuan contre les troupes chinoises, lors de l'invasion du nord de la Chine en septembre-novembre 1937.
En 1945, la Mongolie-intérieure subit l'offensive des Soviétiques. L'armée de l'État du Mengjiang se trouve rapidement annihilée par l'armée rouge, entraînant la disparition de l'État.

## Voir également
- Gouvernements collaborateurs chinois
- Mongolie pendant la Seconde Guerre mondiale